# Diospyros reticulinervis
Diospyros reticulinervis är en tvåhjärtbladig växtart som beskrevs av Cheng Yih Wu. Diospyros reticulinervis ingår i släktet Diospyros och familjen Ebenaceae. Utöver nominatformen finns också underarten D. r. reticulinervis.